# Heinrich von Kittlitz
Friedrich Wilhelm Heinrich Freiherr von Kittlitz (* 16. Februar 1799 in Breslau; † 10. April 1874 in Mainz) war ein preußisch-schlesischer, deutscher Ornithologe, Naturforscher, Reisender und Zeichner.

## Leben

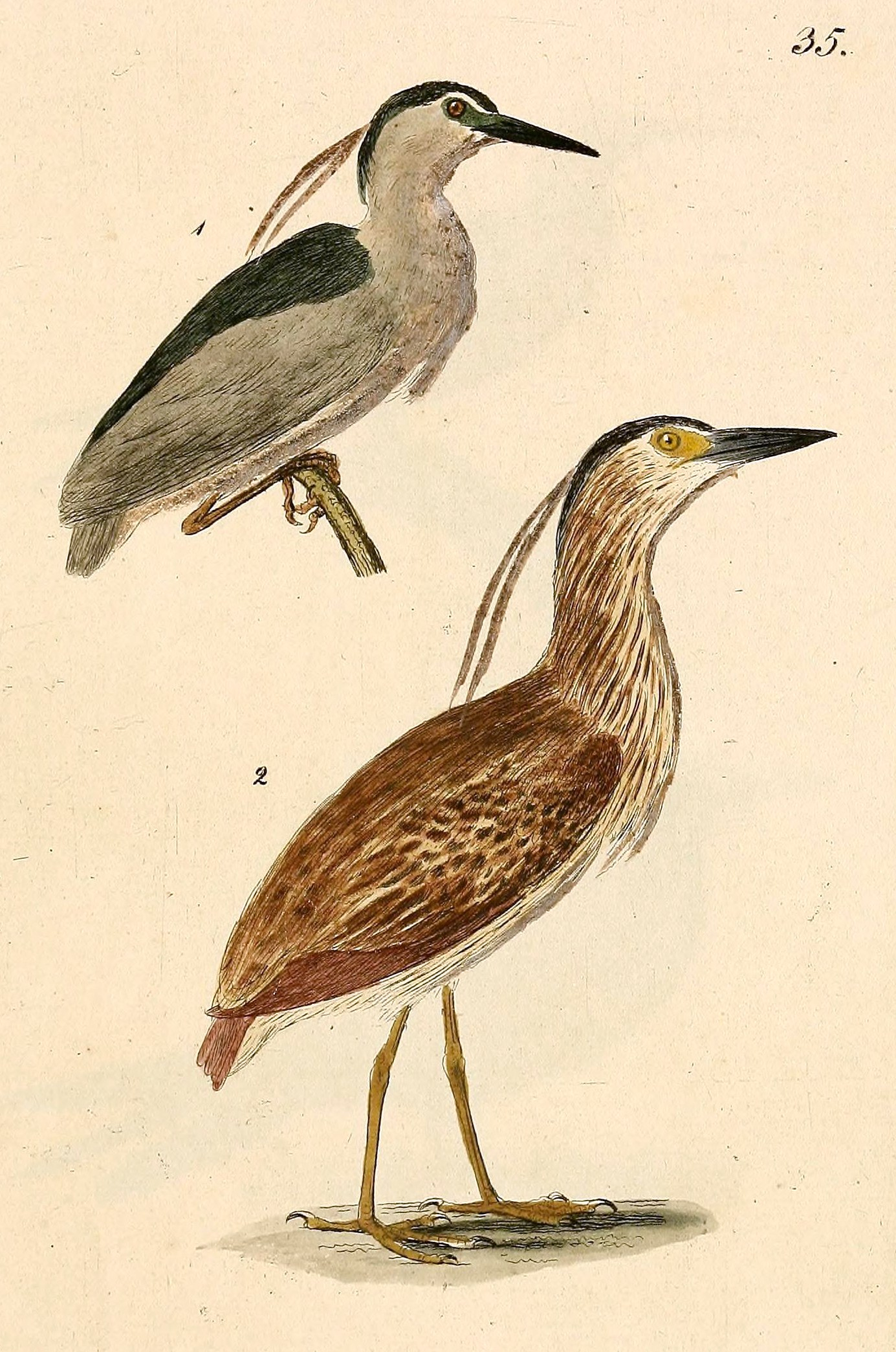
Nachtreiher und Rotrückenreiher (Zeichnung von Kittlitz)

Er entstammte der Familie der Freiherren von Kittlitz und Ottendorf, die zum Oberlausitzer Uradel zählt.
Seine Eltern waren der preußische Oberstleutnant und Erbherr auf Welkersdorf Friedrich von Kittlitz (1769–1825) und dessen Ehefrau Henriette von Diebitsch (1771–1835). Seine Großeltern mütterlicherseits waren der russische Generalmajor Ehrenfried von Diebitsch (1738–1822) aus dem Haus Groß Leipe und dessen Ehefrau Henriette Charlotte von Nagy. Der russische Feldmarschall Hans Karl von Diebitsch-Sabalkanski war sein Onkel.
Er nahm an den Freiheitskriegen teil und rückte mit seiner Einheit 1815 in Paris ein.
Er diente dann im Heer weiter und kam in die Garnison Mainz. Dort wurde seine Begeisterung für die Ornithologie weiter gefördert. 1825 quittierte er seinen Dienst als Hauptmann und bemühte sich über die Verbindungen seiner Mutter an einer russischen Expedition teilzunehmen.
Er begleitete 1826–1829 die Lütkesche Weltumseglung auf der Senjawin, die im Auftrag des Zaren von Russland stand. Im Jahr 1828 trennte er sich zeitweise von der Expedition, um auf eigene Faust Kamtschatka zu erforschen.
Auf der Forschungsreise entdeckte er auf der mikronesischen Insel Kosrae zwei Vogelarten, die er beschrieb und durch Vogelbälge dokumentierte: das Kosrae-Sumpfhuhn und den Kosrae-Singstar. Beide Vögel waren bald danach ausgestorben, vermutlich durch eingeschleppte Ratten. Kittlitz ist damit der einzige westliche Ornithologe, der diese Vogelarten in freier Wildbahn beobachtet und beschrieben hat. Von seiner Reise brachte er der Russischen Akademie der Wissenschaften 754 Bälge von 314 Vogelarten mit.
Die ornithologischen Ergebnisse, aber auch seine sonstigen Beobachtungen über Zoologie, Botanik und Geographie von Alaska, Kamtschatka, den Aleuten und den Karolinen, wurden in seinem Bericht Denkwürdigkeiten einer Reise nach dem russischen Amerika, nach Mikronesien und durch Kamtschatka veröffentlicht, der erst 1858 erschien.
Mit seinem Freund Eduard Rüppell reiste Kittlitz 1831 auch nach Nordafrika, musste die Reise aber wegen einer Erkrankung abbrechen. Auf der Rückreise entdeckte er in Ägypten den Hirtenregenpfeifer (englisch Kittlitz's Sand Plover). Auch einige andere von ihm entdeckte Vögel tragen seinen Namen, so der Kittlitzbrillenvogel und der Kurzschnabelalk (englisch Kittlitz's Murrelet).
Seit 1849 lebte er in Mainz, wo er 1874 starb.

### Familie
Er heiratet 1844 in Köln Julie Schulz (1812–1865). Sie war Tochter des Tribunalrichters Ferd. Theodor Schulz aus Dortmund und Witwe des Forstmeisters Karl Reichenbach. Das Paar hatte zwei Söhne und die Tochter Laura. Diese heiratete später den Professor der Rechte Hugo Sachsse (1851–1927).

## Veröffentlichungen
- Über einige Vögel von Chili, 1831, Digitalisat
- Kupfertafeln zur Naturgeschichte der Vögel, 3 Hefte à 12 Seiten, Sauerländer, Frankfurt am Main 1832, 1. Heft
- 24 Vegetationsansichten von den Küstenländern und Inseln des Stillen Ozeans, mit Text, Wiesbaden 1845–1852, Digitalisat
- Vegetationsansichten aus den westlichen Sudeten, Frankfurt 1854
- Naturszenen aus Kamtschatka
- Bilder vom Stillen Ozean
- Denkwürdigkeiten einer Reise nach dem russischen Amerika, nach Mikronesien und durch Kamtschatka, 1853
  - (Reprint) Viola König (Hrsg.): Denkwürdigkeiten einer Reise nach dem russischen Amerika, nach Mikronesien und durch Kamtschatka. Reprint einer Ausgabe von 1853 (in Fraktur) Teil 1, Olms-Weidmann, Hildesheim / Zürich / New York, NY 2011, ISBN 978-3-487-14370-5 Volltext online im Viewer, kostenfrei Inhaltsverzeichnis; Inhaltstext, Teil 2, Olms-Weidmann, Hildesheim / Zürich / New York, NY 2011, ISBN 978-3-487-14371-2 Volltext online im Viewer, kostenfrei Inhaltsverzeichnis
  - (Neuausgabe) Erich Kasten (Hrsg.): Denkwürdigkeiten einer Reise nach dem russischen Amerika, nach Mikronesien und durch Kamtschatka : Auszüge aus den Werken Friedrich Heinrich von Kittlitz. Mit einem Essay von Lisa Strecker Fürstenberg: Kulturstiftung Sibirien ISBN 978-3-942883-84-9
- Psychologische Grundlage für eine neue Philosophie der Kunst, Berlin 1863
- Schlußfolgerungen von der Seele des Menschen auf die Weltseele, Mainz 1873
- Ornithologisches Tagebuch. Handschrift mit Aquarellmalereien. 4 Bände (1816–1823). Wissenschaftliche Stadtbibliothek Mainz, Sammlung Moyat, Sign.: Moyat 658